# Nederlandse cinema
De Nederlandse cinema staat te boek als relatief een kleine industrie. Driemaal won een Nederlandse speelfilm een Oscar voor de beste buitenlandse film: De aanslag (1986), Antonia (1995) en Karakter (1997).
Op grond van de Wet op het specifiek cultuurbeleid bestaat het Nederlands Fonds voor de Film, in 1993 ontstaan uit een fusie van het Productiefonds van de Nederlandse film en het Fonds voor de Nederlandse film. Het verstrekt aan in Nederland of de Europese Unie gevestigde productiemaatschappijen financiële ondersteuning bij het ontwikkelen, realiseren en distribueren van films. In 2010 bedraagt het subsidiebudget voor activiteiten van het fonds ongeveer 35 miljoen euro.

## Geschiedenis

### 1896 - 1930
In het begin van de Nederlandse cinema werden er korte filmpjes gemaakt, zoals Gestoorde hengelaar uit 1896, die de eerste Nederlandse film was en De Brandweer-film te Delft uit 1897, De bekendste film uit die tijd is De mésaventure van een Fransch heertje zonder pantalon aan het strand te Zandvoort (1905) van Willy en Albert Mullens; de oudst bewaard gebleven Nederlandse film. Tijdens de Eerste Wereldoorlog was het neutrale Nederland nieuwsgierig naar de belevenissen aan het front. En zo werden er in rijdende cinemawagens filmpjes vertoond van de strijdende landen. Al gauw begon men films te maken om de bevolking te vermaken. Het in Haarlem gevestigde productiebedrijf (in die tijd geheten) Filmfabriek Hollandia was hofleverancier voor de meeste films tussen 1915 en 1930 met regisseur Maurits Binger meestal aan het roer, en Louis Chrispijn sr. en Theo Frenkel sr. als zijn voornaamste concurrenten als regisseur. Haghefilm, het bedrijf van Willy Mullens, produceerde documentaires zoals Holland Neutraal: Leger en Vlootfilm (1917), een twee en een half uur lange documentaire die tegelijkertijd de neutraliteit en de Nederlandse krijgsmacht propageerde. Filmmaatschappijen schoten als paddenstoelen uit de grond, waaronder Amsterdam Film Cie, Rembrandt film en Co en Filmfabriek F.A. Nöggerath, die allen na een aantal jaren verdwenen wegens faillissement. De films duurden meestal tussen de 30 en 70 minuten; uiteindelijk verschenen er tussen 1911 en 1930 rond de 30 à 40 stomme films. Succesfilms waren onder andere De Levende Ladder, Ontmaskerd, Het geheim van Delft, Een Carmen van het Noorden en Helleveeg, met in die tijd bekende acteurs als Mien Duymaer van Twist, Lily Bouwmeester en Jan van Dommelen. De grootste diva uit die tijd was Annie Bos, die in haar hele oeuvre nog nooit te horen is geweest maar altijd in een stille film verscheen. Truus van Aalten had in 1927 haar eerste rol in een Duitse film. Lien Deyers debuteerde een jaar later in de Duitse film Spione van Fritz Lang. De in 1921 opgerichte Nederlandse Bioscoopbond verwierf vanaf 1932, het moment dat zowel producenten als bioscopen zich bij die bond aan konden sluiten, zoveel macht dat het eigenlijk de gehele Nederlandse cinema in handen had.

### 1930 - 1949
In de jaren dertig kwam de geluidsfilm op. In de film Zeemansvrouwen uit 1930 werd al met geluid geëxperimenteerd. In 1933 werd de geluidsfilmstudio Cinetone opgericht. Na een kleine terugslag in de cinema kwam men tussen 1935 en 1940 weer terug naar de bios en werden er toch 37 films gemaakt tijdens die periode. Vooral in 1934 ontstond er concurrentie wie als eerste een echte geluidsfilm zou afleveren. Deze strijd zou beslist worden door de Willem van Oranje-film, maar De Jantjes-film won het weer door meer bezoekers te trekken. Op regiegebied was er maar weinig kennis van dat vak, en men deed een beroep op buitenlandse regisseurs als Kurt Gerron, Walter Smith en de uit Duitsland gevluchte Douglas Sirk, die in Nederland de film Boefje maakte. Nederlander Joris Ivens werd geroemd om zijn documentaires uit de jaren dertig en veertig. In 1936 werd de eerste Nederlandse tekenfilm gemaakt. Dit 10 minuten durende zwart-witfilmpje met de naam De moord van Raamsdonk werd gemaakt door Otto van Neijenhoff en Frans ter Gast en was gebaseerd op het moordlied De Moord van Raamsdonk. Een bekende vooroorlogse cameraman, cineast en documentairemaker was ook Henk Alsem (werkte o.a. mee aan Op Hoop van Zegen, 1934 en De Jantjes, 1934), Alsem was ook actief bij de ontwikkeling van de éérste Nederlandse geluidsfilm. De productie Op hoop van zegen uit 1934 betekende het filmdebuut van Hein van der Niet, die onder de pseudoniemen Frits van Dongen en Philip Dorn zeer succesvol zou worden in Hollywood. In de jaren dertig ontstond ook de praktijk om films in verschillende talen (dezelfde decors en crew, andere acteurs) op te nemen. Zo ontstond in 1931 de film De sensatie van de toekomst als kloon van de Franse Paramount-film Magie Moderne. In 1937 verscheen De drie wensen als Nederlandstalige versie van de Italiaanse film Tre desideri.
Tijdens de Tweede Wereldoorlog werden er beduidend minder films gemaakt wegens de bezetting, en de films die wel werden gemaakt bleven veelal onvoltooid. Drie weken huisknecht is de enige bekende film die is afgemaakt. De Nederlandse bioscopen vertoonden tijdens de oorlog voornamelijk Duitse films.

### 1950 - 1969
In 1956 werd het Productiefonds voor Nederlandse Films opgericht. In die tijd waren de meeste films documentaires en amateurfilms. In 1958 kwam de film Fanfare van Bert Haanstra uit, die het goed deed bij het publiek, maar geen blijvend succes voor de Nederlandse filmindustrie betekende. Fons Rademakers begon zich als eerste serieus en structureel met fictiefilms bezig te houden. Zijn eerste film Dorp aan de rivier, naar het gelijknamige boek van Antoon Coolen, was een succes en werd genomineerd voor een Gouden Beer op het internationaal filmfestival van Berlijn en een Oscar. Het was het begin van een wat meer serieuze filmindustrie in Nederland. In 1958 verscheen de eerste film in kleur, genaamd Jenny, al zou het tot begin jaren zeventig duren voordat de meeste films in kleur werden opgenomen omdat het budget het meestal niet toeliet. Noemenswaardige titels uit de jaren zestig zijn Als twee druppels water uit 1963 (grotendeels gesponsord door biermagnaat Freddy Heineken), Mensen van Morgen (1964), Het Gangstermeisje (1966), 10.32 (1966) en Liefdesbekentenissen (1967).

### 1970 - 1979
Begin jaren zeventig kende de Nederlandse film een opleving; de films werden in kleur uitgebracht en vooral de erotische getinte verhaallijnen trok het publiek naar de bioscoop. Films als Blue movie en Turks fruit werden een groot succes. Vooral regisseur Paul Verhoeven plukt hier de vruchten van, met films Wat zien ik!?, Keetje Tippel en Turks Fruit. Met een groot budget maakt hij Soldaat van Oranje, waarmee hij de basis legde voor zijn latere vertrek naar Hollywood. De belangrijkste Nederlandse producenten uit deze periode waren Matthijs van Heijningen en Rob Houwer en naast Verhoeven waren ook Nederlandse regisseurs als Nouchka van Brakel, Pim de la Parra, Wim Verstappen, Fons Rademakers en Frans Weisz succesvol.

### 1980 - 1989
In de jaren tachtig voegden regisseurs als Ate de Jong, Ruud van Hemert, Alex van Warmerdam en Dick Maas zich bij de bestaande garde met succesvolle films. Flodder, Spetters, Een vlucht regenwulpen, De vierde man, De Lift, Ciske de Rat, Abel en het met een Oscar bekroonde De aanslag (van Rademakers) zijn een greep uit Nederlandse films waar het Nederlandse publiek voor warm liep. Paul de Lussanet regisseerde in 1980 de eerste Nederlands homofilm Lieve jongens. Spoorloos van George Sluizer en De vierde man van Paul Verhoeven schopten het tot internationale cultfilm. Pim de la Parra begon met het maken van Minimal movies; een manier om snel en goedkoop films te maken. De films waren geen commercieel succes, maar de beweging betekende wel een soort leerschool voor filmmakers als Paul Ruven, Erik de Bruyn en Alejandro Agresti.

### 1990 - 1999
In de jaren negentig raakte de Nederlandse film in het slop. Flops als Advocaat van de hanen, Vals licht, De Zeemeerman en Intensive Care maakten duidelijk dat de liefde tussen de Nederlandse filmmakers en het publiek bekoeld was. Het dieptepunt werd bereikt in 1994, toen het Nederlandse aandeel van de totaalomzet van de bioscopen slechts 1% bedroeg en de succesvolste Nederlandse film maar 30.000 bezoekers trok. Veel producenten weken uit naar het buitenland om medefinanciers te zoeken. Het beste voorbeeld hier van is De Vliegende Hollander van Jos Stelling, die mede gefinancierd werd door een Italiaans en Belgisch bedrijf. Deze peperdure Nederlandse film flopte gigantisch en ook de pers liep niet warm voor de film. Een nieuwe generatie filmmakers begon op te staan. Aangevoerd door Robert Jan Westdijk, Eddy Terstall, Martin Koolhoven en Lodewijk Crijns werden frisse nieuwe films als Zusje, Hufters & hofdames, Suzy Q en Lap rouge gemaakt, die nog niet allemaal het grote publiek wisten te bereiken, maar wel de lof kregen van de critici in binnen- en buitenland.
Internationaal succes was er in 1996 voor Antonia van Marleen Gorris en in 1998 voor Karakter van Mike van Diem, die beide de Oscar wonnen voor beste niet-engelstalige film.
Eind jaren negentig kwam het publiek weer terug naar de bioscoop, door middel van het verfilmen van kinderboeken als Abeltje en Kruimeltje, wat een nieuwe traditie start. In 1999 kwam de Telefilm tot stand. Het bijzondere hiervan is dat de films gefinancierd worden door het Cobo fonds, televisieomroepen en de productiebedrijven. De films beleven meestal hun première op televisie, maar soms krijgen ze ook een kans in de bioscoop, zoals Cloaca, Het Schnitzelparadijs en TBS.

### 2000 - 2009
In het nieuwe millennium blijft men de nieuwe ingeslagen weg volgen met het maken van kinderfilms als Minoes, Pipo de Clown en Pluk van de Petteflet. Pas met Costa! wordt in 2001 bewezen dat er ook met andere filmgenres dan kinderfilms in Nederland succes behaald kan worden. Er volgen een aantal vergelijkbare films, zoals Volle maan, Liever verliefd en Snowfever, die net als Costa! drijven op het gebruik van sterren die bekend zijn uit soaps (de zogenoemde soapies). Als laatstgenoemde flopt, blijkt deze formule weer uitgewerkt. De volgende trend is de multicultikomedie, zoals Shouf Shouf Habibi!, Het Schnitzelparadijs en 'n Beetje Verliefd, die het goed doen bij een breed publiek. Opvolgers blijken minder succesvol.
Ook blijven boekverfilmingen populair bij Nederlandse filmmakers. Voorbeelden hiervan zijn De Passievrucht van Karel Glastra van Loon, Ik omhels je met 1000 armen van Ronald Giphart, Het woeden der gehele wereld van Maarten 't Hart en Verborgen gebreken van Renate Dorrestein. (Overigens vielen de bezoekerscijfers van al deze vier films tegen.)
De oude generatie filmmakers, zoals Nouchka van Brakel, Pim de la Parra, Erik van Zuylen, George Sluizer en Frans Weisz lijkt definitief vervangen te zijn door de nieuwe generatie, waaronder Robert Jan Westdijk, Nanouk Leopold, Martin Koolhoven, Eddy Terstall en Pieter Kuijpers. Over deze wisseling van de wacht en de opkomst van een nieuwe generatie filmmakers gaat het boek De Broertjes van Zusje. Ook de producenten Rob Houwer en Matthijs van Heijningen zijn niet langer toonaangevend. Hun positie is overgenomen door producenten als Johan Nijenhuis, San Fu Maltha en Leontine Petit. Hetzelfde gebeurt met acteurs. Monique van de Ven, Renée Soutendijk worden opgevolgd door actrices als Carice van Houten en Georgina Verbaan; Rutger Hauer en Thom Hoffman door acteurs als Tygo Gernandt en Barry Atsma.
Het aantal bezoekers van Nederlandse films binnen het totale bioscoopbezoek steeg tussen 1994 en 2005 van 1 procent naar 13,6 procent.
In 2006 waren de verwachtingen hooggespannen toen oudgediende Paul Verhoeven zijn eerste Nederlandse film in ruim twintig jaar presenteerde. Zwartboek werd een doorslaand succes. De film ging in première in de competitie van het Filmfestival Venetië en werd positief ontvangen door het merendeel van de buitenlandse pers. Net als tijdens Verhoevens eerste periode in Nederland reageerde de Nederlandse pers lauwtjes op de film van Verhoeven, maar ook nu liep het storm in de bioscopen. Zwartboek is de eerste Nederlandse film in jaren die een miljoen bezoekers trekt.
Alles is Liefde is de succesfilm van 2007 met meer dan 1,3 miljoen bezoekers, waarmee het een diamanten film verdient. In 2008 is Oorlogswinter een tweede verfilming van het boek van Jan Terlouw (het boek was al eens verfilmd als miniserie) een groot succes met meer dan 800.000 bezoekers en krijgt het twee Rembrandt Awards toebedeeld (één voor beste hoofdrol). In 2009 is de film Komt een vrouw bij de dokter een groot succes met meer dan 1 miljoen bezoekers en daarmee de bestbezochte Nederlandse film. De historische film De Storm trekt meer dan 500.000 bezoekers.

### 2010 - 2019
Na Komt een vrouw bij de dokter (2009) brengt Eyeworks van Reinout Oerlemans de films De Gelukkige Huisvrouw, Dik Trom, Het Geheim, New Kids Turbo, Nova Zembla en New Kids Nitro uit. Deze werden gevolgd door het minder succesvolle Jackie.
De grootste hit van dit decennium is tot nu toe echter Gooische Vrouwen 2 uit 2014, een vervolg op het bijna even succesvolle Gooische Vrouwen, dat voortvloeide uit de gelijknamige televisieserie. Samen trokken deze films bijna vier miljoen bezoekers in de bioscoop.
Artistiek succes was er in 2013 voor Borgman van Alex van Warmerdam, de eerste Nederlandse film in bijna veertig jaar die werd geselecteerd voor de competitie in het Filmfestival van Cannes en in 2016 voor Brimstone van Martin Koolhoven, de eerste Nederlandse film in tien jaar die werd geselecteerd voor de competitie in het Filmfestival van Venetië. Vanaf 2016 liep het bioscoopbezoek aan Nederlandse films terug, met als dieptepunt de film Redbad in 2018. Bijzonder was dat de film Prooi (2016) van Dick Maas (die in Nederland flopte),  drie jaar later onverwachts in China een (zeer zeldzame) bioscooprelease kreeg. 
Sinds het succes van Alles is Liefde kwam de romcom op en dit genre domineert het Nederlandse filmlandschap nog steeds. In 2012 was er het succesvolle vervolg Alles is Familie, een jaar later kwam Soof, dat twee vervolgfilms kreeg en een gelijknamige televisieserie. Maar als snel waren er een hele reeks goedkopere films (veelal geregisseerd door Johan Nijenhuis), die het desalniettemin meestal redelijk tot goed deden in de bioscopen: Verliefd op Ibiza, Toscaanse Bruiloft, Verliefd op Cuba, Smoorverliefd, Hartenstraat, Pak van mijn Hart, Mannenharten, Mannenharten 2, Rokjesdag, Onze Jongens, Weg van Jou (film), Gek van Geluk, Leve Boerenliefde, Huisvrouwen bestaan niet, Huisvrouwen bestaan niet 2, Zwaar Verliefd, All You Need Is Love, F*ck de Liefde, Singel 39 en Wat is dan liefde?

### 2020 - heden
Net als de rest van de wereld werd de Nederlandse cinema getroffen door Corona en veel producties werden stopgezet en releases uitgesteld. Ondanks de coronamaatregelen haalden De Beentjes van Sint-Hildegard en De Slag om de Schelde een platina film. 
De aanvoer van romcoms bleef gestaag doorzetten: Onze Jongens in Miami, Zwaar Verliefd 2, Costa!! (een opzichzelfstaand vervolg van Costa! (film) die het minder goed deed in de bioscopen dan het origineel) en er kwam een nieuwe variant: de multicultiromcom: Meskina en Marokkaanse Bruiloft.

## Bekende regisseurs
- Jos Stelling
- Maurits Binger
- Theo Frenkel sr.
- Paul Verhoeven
- Fons Rademakers
- Bert Haanstra
- Marleen Gorris
- Jan de Bont
- Joram Lürsen

- Dick Maas
- Jean van de Velde
- Ruud van Hemert
- Theo van Gogh
- Maria Peters
- Johan Nijenhuis
- Pieter Kuijpers
- Martin Koolhoven
- Paula van der Oest

- Joris Ivens
- Antoinette Beumer
- Cyrus Frisch
- Reinout Oerlemans
- Pieter Verhoeff
- Frans Weisz
- Mike van Diem
- Anton Corbijn

## 25 bestbezochte films aller tijden
| Titel                        | Regisseur                          | uitgebracht       | bezoekers    |
| ---------------------------- | ---------------------------------- | ----------------- | ------------ |
| Turks fruit                  | Paul Verhoeven                     | 22 februari 1973  | 3.338.000    |
| Fanfare                      | Bert Haanstra                      | 24 oktober 1958   | 2.636.000    |
| Ciske de Rat                 | Wolfgang Staudte                   | 7 oktober 1955    | 2.433.000    |
| Wat zien ik!?                | Paul Verhoeven                     | 4 september 1971  | 2.359.000    |
| Blue movie                   | Wim Verstappen                     | 30 september 1971 | 2.335.000    |
| Flodder                      | Dick Maas                          | 18 december 1986  | 2.314.000    |
| Gooische Vrouwen 2           | Will Koopman                       | 4 december 2014   | 2.000.448    |
| Gooische Vrouwen             | Will Koopman                       | 10 maart 2011     | 1.919.982    |
| Keetje Tippel                | Paul Verhoeven                     | 6 maart 1975      | 1.829.000    |
| Alleman                      | Bert Haanstra                      | 20 december 1963  | 1.665.000    |
| Ciske de Rat                 | Guido Pieters                      | 29 maart 1984     | 1.593.000    |
| 'Soldaat van Oranje          | Paul Verhoeven                     | 22 september 1977 | 1.547.000    |
| Flodder in Amerika!          | Dick Maas                          | 3 juli 1992       | 1.494.000    |
| De Overval                   | Paul Rotha                         | 21 december 1962  | 1.474.000    |
| Alles is Liefde              | Joram Lürsen                       | 11 oktober 2007   | 1.300.000    |
| Een koninkrijk voor een huis | Jaap Speyer                        | 11 maart 1949     | 1.292.000    |
| Kruimeltje                   | Maria Peters                       | 9 december 1999   | 1.136.000    |
| Sterren Stralen Overal       | Gerard Rutten                      | 30 januari 1953   | 1.130.000    |
| Spetters                     | Paul Verhoeven                     | 28 februari 1980  | 1.124.000    |
| Komt een vrouw bij de dokter | Reinout Oerlemans                  | 26 november 2009  | 1.100.000    |
| Help! De dokter verzuipt...  | Nikolai van der Heyde              | 28 februari 1974  | 1.088.000    |
| Zwartboek                    | Paul Verhoeven                     | 14 september 2006 | 1.068.000    |
| New Kids Turbo               | Steffen Haars en Flip van der Kuil | 6 december 2010   | 1.058.749 ** |
| Schatjes!                    | Ruud van Hemert                    | 9 februari 1984   | 1.048.000    |
| Ik ben Joep Meloen           | Guus Verstraete jr.                | 17 december 1981  | 1.043.279    |